# Manolo Preciado
Manuel Preciado Rebolledo, conosciuto come Manolo Preciado (El Astillero, 28 agosto 1957 – El Mareny de Barraquetes, 6 giugno 2012), è stato un allenatore di calcio e calciatore spagnolo.

## Da giocatore
Inizia da calciatore nelle giovanili del Racing Santander squadra con cui ha debuttato nella Liga spagnola il 5 aprile del 78 in un match contro il Salamanca. Con il Racing è stato protagonista di una retrocessione e di una nuova promozione. Successivamente cambiò squadra per passare nel Linares dove militò per due stagioni. Successivamente nel Maiorca e poi tra le altre anche una nel Deportivo Alavés

## Da allenatore
La sua prima partita fu in terza divisione spagnola, con il R. S. Gimnástica di Torrelavega nella stagione 1995-1996. Alla fine della stagione ottenne la sua prima promozione, cosa che ripeté anche nella stagione successiva portando il club a due promozioni di categoria in due anni. Seguirono a questi successi un periodo di ben tre anni in cui l'allenatore cantabrico non allenò nessuna squadra. Ritornò successivamente al Racing salvando il club. Iniziò la sua traiettoria nel grande calcio nella stagione 2003-2004 dove in quell'anno condusse il Levante alla promozione dalla Segunda Division alla Primera, la massima serie del calcio spagnolo, ma nonostante questo il tecnico non continuò la stagione successiva nel club valenciano. Nella stagione 2005-2006 torna al Racing Santander ma a quattro giornate dalla fine della stagione decide di dimettersi dopo non essere riuscito a salvare dalla retrocessione il club. Nell'estate 2006 poi viene contattato dallo Sporting Gijon club con il quale ottiene la sua quinta promozione nella stagione 2007-2008. La buona sintona con il club e la tifoseria giocò un ruolo fondamentale per la prosecuzione di Preciado nel club, fu così che si protrasse per 4 stagioni in Liga. Nel 2010-2011 ottiene un successo storico al Santiago Bernabéu di Madrid dove il 2 aprile 2011 sconfigge il Real Madrid, ponendo fine alla striscia di imbattibilità casalinga di José Mourinho che nei campionati durava da oltre nove anni. Un'impresa incredibile per un allenatore che già qualche mese prima aveva polemizzato a lungo con il tecnico portoghese con il quale però successivamente trovarono il modo di conoscersi e diventare amici. A metà stagione 2011-2012 con la squadra posizionata nelle ultime posizioni è stato esonerato dal club.

## Decesso
Il 6 giugno 2012 si rivela un giorno tragico per il calcio spagnolo. Manolo Preciado viene a mancare dopo essere stato colpito da un infarto. Si trovava vicino ad una zona residenziale vicino al comune valenciano di Sueca. In quello stesso giorno era stata data l'ufficialità che il tecnico spagnolo sarebbe stato il timoniere del Villarreal nel nuovo progetto dei sottomarini gialli appena retrocessi e con l'intento di ritornare prontamente in Liga.
Tantissime le manifestazioni d'affetto arrivate all'indomani della sua morte, tutta la Spagna si è mobilitata per ricordare un grande uomo, dalla vita sfortunata, ed un enorme mister.
Su tutti, David Villa che fu allenato da Preciado ai tempi dello Sporting Gijon, ha ricordato il mister. Dopo la vittoria dell'Europeo 2012, Italia-Spagna 0-4, durante i festeggiamenti il difensore Sergio Ramos indossava una maglietta con la fotografia di Manolo Preciado.
Già nel 2004 suo figlio perse la vita a causa di un incidente, così come qualche anno dopo sua moglie morì per un tumore.